# Coignières
Coignières är en kommun i departementet Yvelines i regionen Île-de-France i norra Frankrike. Kommunen ligger i kantonen Maurepas som tillhör arrondissementet Rambouillet. År 2022 hade Coignières 4 385 invånare.

## Befolkningsutveckling
Antalet invånare i kommunen Coignières
| Referens: INSEE |